# Ottobrunner Straße 132 (Perlach)

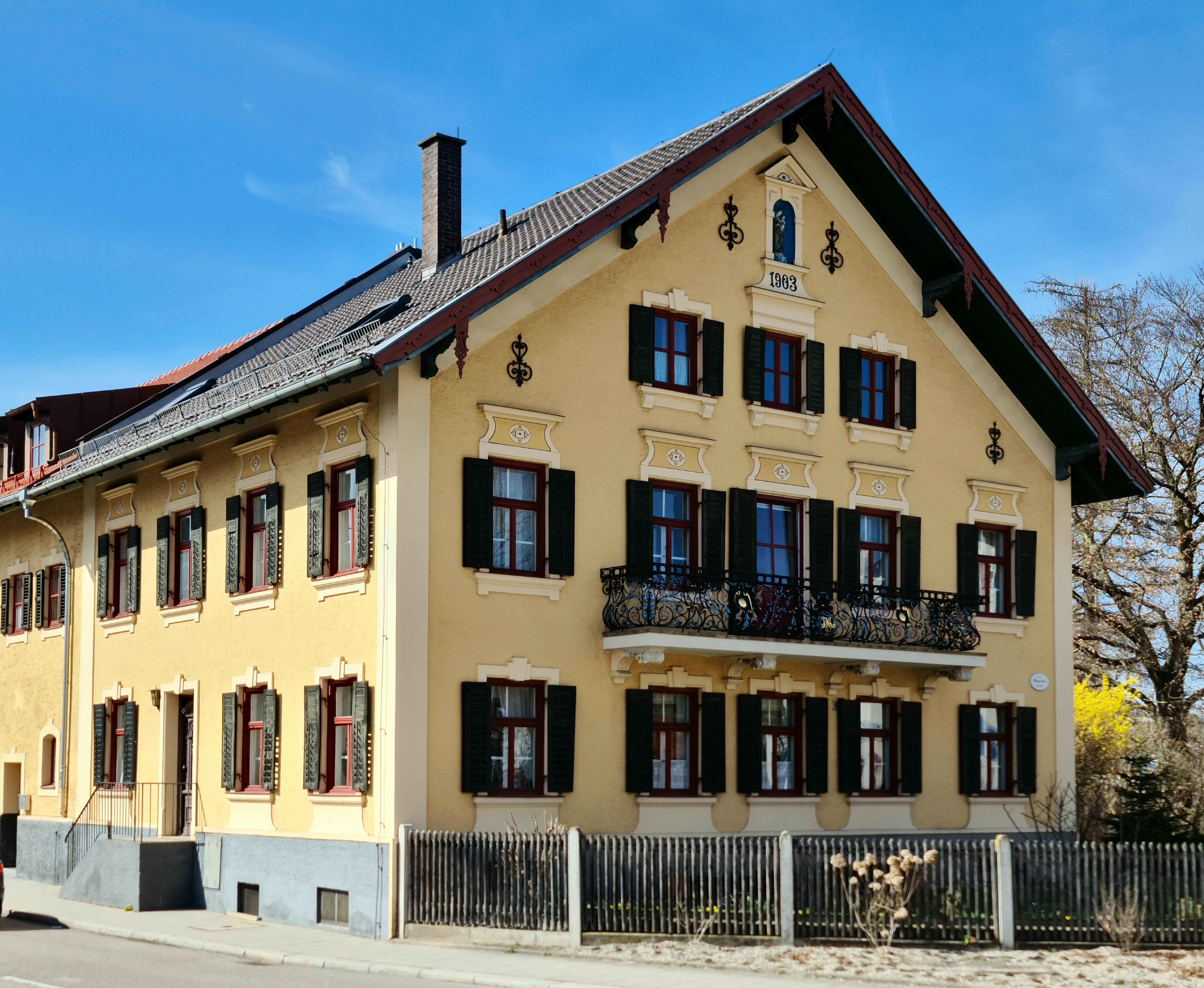
Ottobrunner Straße 132 (Altperlach), SO-Ansicht des Wohnteils

Der ehemalige Bauernhof Ottobrunner Straße 132 am nordwestlichen Ortskern-Rand von  Altperlach (München) ist ein denkmalgeschütztes Bauwerk von 1903 im neubarocken Stil. Der ehemalige Stallteil, der zu Wohnzwecken adaptiert wurde, besitzt die Adressen Hochäckerstraße 121 und Hochäckerstraße 123.

## Geschichte

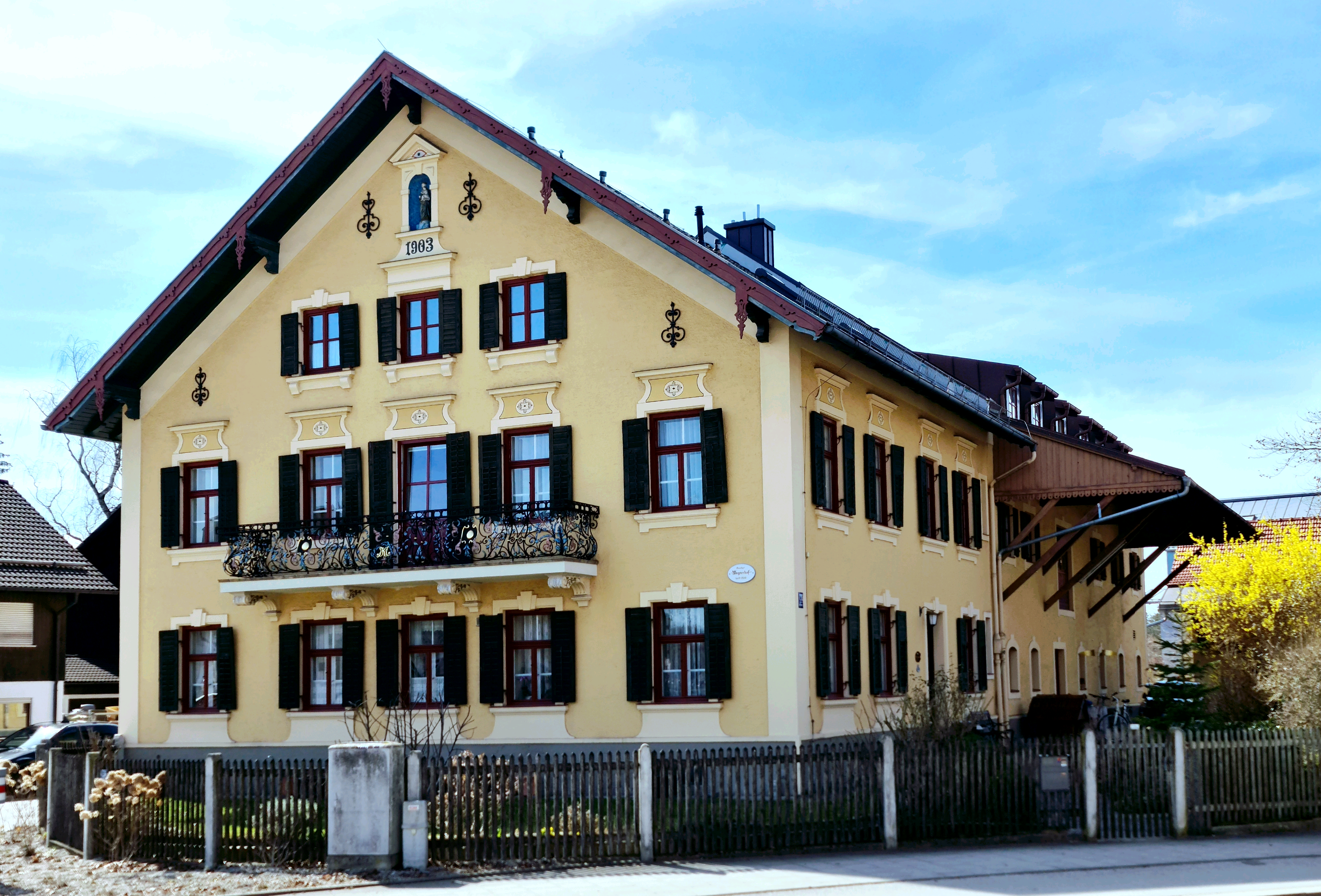
Gesamtansicht von Nordosten

Die Hofstelle, als Wagnerhof bezeichnet, wurde 1826 von dem Wagner Sebastian Kramer gebildet. Im Jahr 1860 umfasste der Hof 44,99 Tagwerk und bis 1883 konnte der landwirtschaftliche Grund auf 78,77 Tagwerk aufgestockt werden. Er wurde immer an die nächste Generation übergeben. Der heutige Neubau mit neubarocken Verzierungselementen wurde von der Witwe Maria Kramer, geborene Kyrein (aus Unterbiberg) im Jahre 1903 errichtet. 1910 heiratete ihre gleichnamige Tochter Maria Kramer den Laimer Franz Mayer, der sechs Jahre später im Ersten Weltkrieg gefallen ist. Der Hof ging 1938 durch die Heirat von Käthe Kramer in den Besitz der Familie Hauser über. Wann der Stallteil der Einfirstanlage zu Wohnzwecken schonend umgebaut wurde, darüber gibt die Quelle keine Auskunft. Bis 1960 lautete die Adresse Äußere Rosenheimer Straße 86. Heute hat, neben den Wohnräumen, der Verein Freunde der Berufsschule Nazareth/Togo – Hilfe zur Selbsthilfe e. V. in dem Gebäude seine Büros.

## Beschreibung

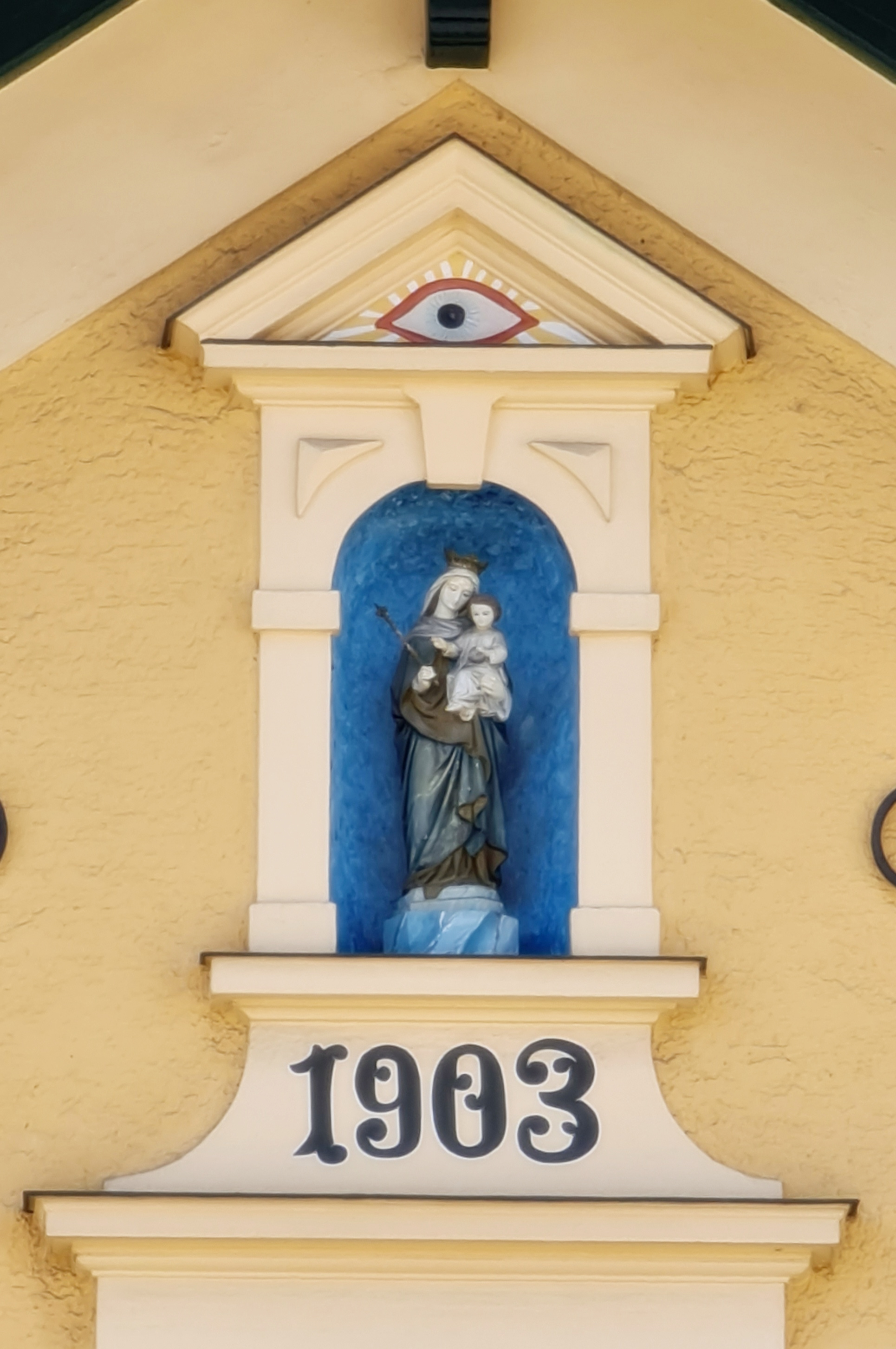
Detailansicht mit der Hausmadonna

Der ehemalige Bauernhof ist eine Einfirstanlage mit einem nordwestlich nebenstehenden Stadel. Das Dach ist auf der Nordseite des ehemaligen Stallteils weit vorgezogen und bildet eine sogenannte Wiederkehr. Die Fassade des Wohngebäudes ist mit reich stuckierten Fensterrahmungen und einem Ostbalkon mit kunstvollem Schmiedegitter im neubarocken Stil verziert. In einer umrahmten Wandnische an der Giebelfassade befindet sich eine Hausmadonna.